# Arkadius Maria Wilhelm Spieker
Arkadius Maria Wilhelm Spieker FSC (* 10. November 1910 in Kassel als Wilhelm Spieker; † 12. Februar 1945 in Manila, Philippinen) war ein katholischer Ordensbruder der Brüder der christlichen Schulen, die vom Heiligen Johannes Baptist de La Salle gegründet wurden. Am 12. Februar 1945 wurde er mit vielen seiner Gefährten in Manila auf den Philippinen von japanischen Soldaten ermordet. Noch im Todeskampf soll er seinen Mördern vergeben haben.

## Leben
Wilhelm Spieker wurde als zweites Kind des Lokomotiv-Hilfsheizers Heinrich Spieker und der Franziska Spieker im Kasseler Ortsteil Rothenditmold geboren. Er wurde in der Kirche St. Joseph getauft. Sein Taufeintrag ist dort noch im Taufbuch erhalten. Nachdem die Familie kurz vor dem Ersten Weltkrieg nach Warburg gezogen war, lernte Spieker den Orden der Brüder der christlichen Schulen kennen. Obwohl er zunächst Schmied werden wollte, ging er auf ein Internat der Schulbrüder im 1920 gegründeten Kloster Maria Tann in Unterkirnach bei Villingen-Schwenningen, wo er seine schulische Ausbildung erhielt. 1927 trat er in Bad Honnef ins Noviziat ein. Dort erhielt er den Ordensnamen Arkadius. Nach seinem Studium in Villingen wurde er zunächst nach Penang in Malaysia und Singapur geschickt. Dort unterrichtete er die unteren Klassen. 
Im Zweiten Weltkrieg flohen die Brüder vor den Engländern nach Manila und Spieker unterrichtete dort unter anderem in englischer Sprache. Er war als „Apostel des Katechismus“ bekannt. Nach der Eroberung der Philippinen durch die Amerikaner übten die Japaner Rache an der Zivilbevölkerung. Viele Menschen im De-La-Salle-Kolleg, wo Spieker arbeitete, wurden gefoltert und getötet. Am 12. Februar 1945 wurden im Massaker von Manila Spieker und viele seiner Gefährten, aber auch Flüchtlinge, die in dem Kolleg Zuflucht gesucht hatten, getötet. Spieker wurde der Schädel eingeschlagen. Zeugen berichten, dass er noch im Sterben für seine Mörder gebetet habe.

## Nachwirkungen
Arkadius Spieker wurde zwar noch nicht heiliggesprochen, wird aber vom Bistum Fulda in der Liste der Blut- und Glaubenszeugen des Bistums Fulda im 20. Jahrhundert geführt. In seiner Taufkirche St. Joseph wird sein Todestag mit einem besonderen Gottesdienst und einem Treffen aller Ordensgeistlichen der Stadt Kassel gefeiert.